# Ethylammoniumnitrat
Ethylammoniumnitrat ist die erste literaturbeschriebene ionische Flüssigkeit (auch: ionic liquid oder Flüssigsalz). Sie wurde 1914 von Paul Walden (1863–1957) erstmals hergestellt.

## Eigenschaften
Mit einem Schmelzpunkt von 12 °C handelt es sich um eine Raumtemperatur-ionische Flüssigkeit (RTIL). Auf Grund des Nitrat-Anions besitzt das Ethylammoniumnitrat eine oxidative Wirkung und kann Brände beschleunigen.

## Darstellung
Erstmals hergestellt wurde Ethylammoniumnitrat durch Reaktion von Ethylamin mit Salpetersäure.